# 钱培德
钱培德（1947年11月—），男，江苏无锡人，中国计算机科学家，苏州大学教授、博士生导师，国家级有突出贡献的中青年专家，享受国务院政府特殊津贴专家。现任江苏省计算机信息处理技术重点实验室主任、苏州大学纵横汉字信息技术研究所所长，

## 生平
1982年毕业于南京大学计算机科学系，之后在苏州大学任教。
1996年出任苏州大学校长。2006年被免去苏州大学校长职务，由朱秀林接任。

## 社会兼职
兼任中国计算机学会理事、中国中文信息学会常务理事、江苏省计算机学会副理事长。

## 研究方向
计算机操作系统、计算机中文信息处理。

## 学术贡献
在国内外学术刊物和国际学术会议上发表论文90余篇，出版专著和主编教材17本，完成国家“863-306”关键技术攻关项目2项、省部级纵向科研项目15项、海外合作科研项目18项、横向科研项目20余项。

## 奖项
获部、省级科技进步二等奖2项，三等奖3项，省优秀教学成果奖一等奖和二等奖各1项。